# Spermacoce dibrachiata
Spermacoce dibrachiata är en måreväxtart som beskrevs av Daniel Oliver. Spermacoce dibrachiata ingår i släktet Spermacoce och familjen måreväxter. Inga underarter finns listade i Catalogue of Life.